# Ian Gray (acteur)
Ian Gray is een Brits acteur, die veelal kleine rollen speelde in enkele films en gastoptredens maakte in televisieseries als On the Buses, Dixon of Dock Green, Please Sir! en Doctor in the House.

## Filmografie
- Just for Fun (1963) - Rol onbekend
- King of the River Televisieserie - Franse zeeman (Afl., What Shall We Do with a Drunken Sailor?, 1966)
- Play of the Month Televisieserie - Kruier bij hotel (Afl., Maigrat at Bay, 1969)
- Strange Report Televisieserie - De juwelier (Afl., Report 1021: Shrapnel - The Wish in the Dream, 1969)
- Please Sir! Televisieserie - Rol onbekend (Afl., Mixed Doubles, 1969)
- Doctor in the House Televisieserie - Man bij boekwinkel (Afl., Hot Off the Presses, 1970)
- On the Buses Televisieserie - Charlie, de schoonmaker (Afl., Nowhere to Go, 1970)
- The Two Ronnies Televisieserie - Rol onbekend (7 afl., 1971-1972)
- The Lovers! (1973) - Bediende bij boekenkraam
- Doctor in Charge Televisieserie - Eerste kruier (Afl., In Place of Strife, 1973)
- Dixon of Dock Green Televisieserie - Sikh (Afl., Baubles, Bangles and Beads, 1975)
- 'Breaker' Morant (1980) - B/M Thomas
- Stir (1980) - Warder met pijp
- Robbery Under Arms (Televisiefilm, 1985) - Coach
- Ishtar (1987) - Manager Chez Casablanca